# Lygodium venustum
Lygodium venustum es una especie de helecho perteneciente a la familia Lygodiaceae.

## Descripción
Helecho trepador, con hojas divididas, las hojuelas en forma de lanzas y con muchos pelillos, en el reverso presentan unas líneas donde se encuentran las semillas (esporas). Tiene pínnulas con segmentos pinnatífidos en la hoja estéril y pinnados en la hoja fértil, pedículo 1–2 cm de largo; últimos segmentos hasta 12 cm de largo, continuos con el pedículo, la base hastada, abaxialmente pilosos a glabros; ejes densamente pilosos; nervios libres.

## Distribución y hábitat
Se encuentra en bosques húmedos, bosques de pinos, bosques secos y pastizales; a una altitud de 0–1125 metros desde México a Bolivia, Trinidad, las Antillas Mayores. Uno de los helechos más frecuentes en bosques secos. En Costa Rica y Honduras se han registrado híbridos de esta especie con Lygodium volubile. LC

## Medicina popular
Esta especie es utilizada en los estados de Guerrero, Oaxaca y Veracruz contra la mordedura de víbora y picadura de escorpión, administrando la hoja por vía oral; o la raíz, el tallo y las hojas molidas; con el polvo se preparara un té, además de aplicarse localmente en el área afectada. Con frecuencia es también ocupada en trastornos del aparato digestivo mediante la infusión de las hojas; se toma como agua de tiempo contra la diarrea y disentería o se bebe cuando se sienten náuseas.
Además, la cocción de toda la planta, mezclada con matlalina, (Commelina erecta) y musutl blanco (Bidens pilosa), es empleada contra la fiebre. Suele recomendarse contra las erupciones.

## Taxonomía
Lygodium venustum fue descrita por Peter Olof Swartz y publicado en Journal für die Botanik 1801(2): 303. 1803.
Sinonimia
- Lygodium commutatum C. Presl
- Lygodium mexicanum C. Presl
- Lygodium polymorphum (Cav.) Kunth
- Ugena polymorpha Cav.[4]

## Nombres comunes
Culebrina, hierba de la víbora, bejuco chino, crispillo, hierba de conversación, nido de papan, pesma;